# Liste der Baudenkmale in Lüneburg – Lüner Straße
In der Liste der Baudenkmale in Lüneburg – Lüner Straße sind Baudenkmale in der Lüner Straße in der niedersächsischen Stadt Lüneburg aufgelistet. Die Quelle der IDs und der Beschreibungen ist der Denkmalatlas Niedersachsen. Der Stand der Liste ist der 28. Dezember 2021.

## Allgemein
In den Spalten befinden sich folgende Informationen:
- Lage: die Adresse des Baudenkmales und die geographischen Koordinaten. Kartenansicht, um Koordinaten zu setzen. In der Kartenansicht sind Baudenkmale ohne Koordinaten mit einem roten Marker dargestellt und können in der Karte gesetzt werden. Baudenkmale ohne Bild sind mit einem blauen Marker gekennzeichnet, Baudenkmale mit Bild mit einem grünen Marker.
- Bezeichnung: Bezeichnung des Baudenkmales
- Beschreibung: die Beschreibung des Baudenkmales. Unter § 3 Abs. 2 NDSchG werden Einzeldenkmale und unter § 3 Abs. 3 NDSchG Gruppen baulicher Anlagen und deren Bestandteile ausgewiesen.
- ID: die Objekt-ID des Baudenkmales
- Bild: ein Bild des Baudenkmales, ggf. zusätzlich mit einem Link zu weiteren Fotos des Baudenkmals im Medienarchiv Wikimedia Commons. Wenn man auf das Kamerasymbol klickt, können Fotos zu Baudenkmalen aus dieser Liste hochgeladen werden:

## Baudenkmale
Die Lüner Straße beginnt an der Bardowicker Straße und führt zum ehemaligen Ilmenauhafen. Im 15. Jahrhundert wurde sie Vogtstraße genannt, ab dem 18. Jahrhundert Lüner Straße. An der Lüner Straße liegt die Nikolaikirche.

| Lage                                         | Bezeichnung         | Beschreibung                                               | ID       | Bild |
| -------------------------------------------- | ------------------- | ---------------------------------------------------------- | -------- | ---- |
| Lüner Straße 1b 53° 15′ 5″ N, 10° 24′ 35″ O  | Wohnhaus            |                                                            | 30667090 |      |
| Lüner Straße 1 53° 15′ 5″ N, 10° 24′ 36″ O   | Wohnhaus            |                                                            | 30667127 |      |
| Lüner Straße 2 53° 15′ 5″ N, 10° 24′ 36″ O   | Wohn-/Geschäftshaus |                                                            | 30667151 |      |
| Lüner Straße 3 53° 15′ 5″ N, 10° 24′ 37″ O   | Wohnhaus            | Zum Haus gehört ein Hofflügel mit der ID 30647387          | 30657842 |      |
| Lüner Straße 4 53° 15′ 5″ N, 10° 24′ 37″ O   | Wohnhaus            |                                                            | 30667169 |      |
| Lüner Straße 5a 53° 15′ 5″ N, 10° 24′ 38″ O  | Wohnhaus            |                                                            | 30666196 |      |
| Lüner Straße 5 53° 15′ 5″ N, 10° 24′ 39″ O   | Wohnhaus            |                                                            | 30657868 |      |
| Lüner Straße 6 53° 15′ 5″ N, 10° 24′ 40″ O   | Wohn-/Geschäftshaus |                                                            | 30667970 |      |
| Lüner Straße 7 53° 15′ 5″ N, 10° 24′ 41″ O   | Wohnhaus            |                                                            | 30657893 |      |
| Lüner Straße 8 53° 15′ 5″ N, 10° 24′ 41″ O   | Wohnhaus            |                                                            | 30667988 |      |
| Lüner Straße 9 53° 15′ 6″ N, 10° 24′ 44″ O   | Wohnhaus            |                                                            | 30667781 |      |
| Lüner Straße 9 53° 15′ 5″ N, 10° 24′ 44″ O   | Wohn-/Lagergebäude  |                                                            | 30687094 |      |
| Lüner Straße 10a 53° 15′ 6″ N, 10° 24′ 42″ O | Wohnhaus            |                                                            | 30667916 |      |
| Lüner Straße 10 53° 15′ 6″ N, 10° 24′ 41″ O  | Wohnhaus            |                                                            | 30667688 |      |
| Lüner Straße 11 53° 15′ 6″ N, 10° 24′ 41″ O  | Wohnhaus            |                                                            | 30657918 |      |
| Lüner Straße 12 53° 15′ 6″ N, 10° 24′ 40″ O  | Wohnhaus            | Zum Haus gehört ein Wirtschaftsgebäude mit der ID 30644279 | 30667712 |      |
| Lüner Straße 13 53° 15′ 6″ N, 10° 24′ 39″ O  | Wohnhaus            |                                                            | 30657943 |      |
| Lüner Straße 14 53° 15′ 6″ N, 10° 24′ 39″ O  | Wohnhaus            |                                                            | 30667736 |      |
| Lüner Straße 15 53° 15′ 7″ N, 10° 24′ 37″ O  | Wohnhaus            |                                                            | 30667619 |      |